# 薩格爾 (城市)

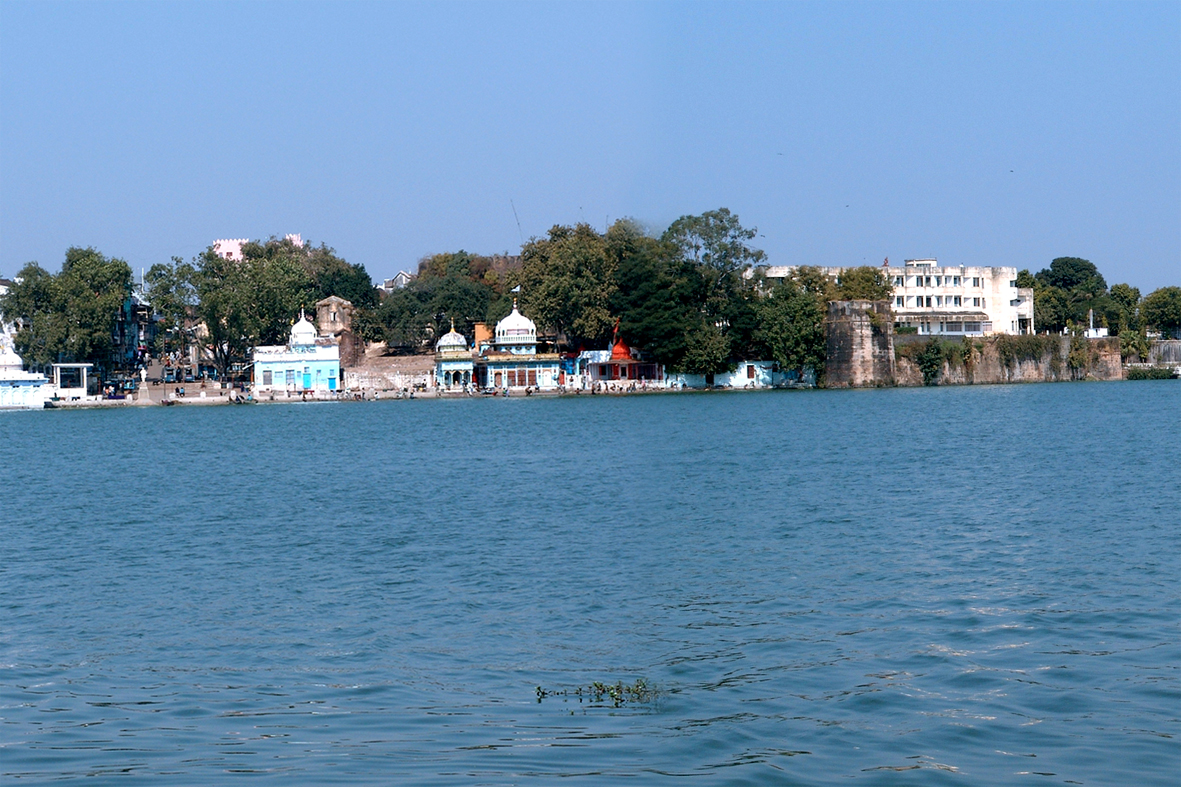

薩格爾（Sagar）是印度的城市，由中央邦負責管轄，位於該國中部，距離首府博帕爾180公里，面積6,375平方公里，海拔高度427米，市內的大學於1946年成立，2011年人口273,357。

## 人口
该地2001年总人口50115人，其中男性25158人，女性24957人；0—6岁人口5736人，其中男2889人，女2847人；识字率78.59%，其中男性为82.40%，女性为74.76%。